# NGC 1209
NGC 1209 este o galaxie eliptică situată în constelația Eridanul. A fost descoperită în 30 decembrie 1785 de către William Herschel. Se află la o distanță de 36,31 de megaparseci de Pământ.